# Чаир
Чаир (на македонска литературна норма: Чаир; на албански: Çair) е квартал на Скопие, столицата на Северна Македония, разположен в северните части на града на север от Вардар. От 2004 година южните части на квартала влизат в състава на община Чаир, а северните в община Бутел. На север Чаир граничи с квартал Бутел II, на изток с рида Гази Баба, на запад с квартал Топанско поле (Васил Главинов), на юг с Център.
Чаир е един от най-старите квартали на Скопие. Църквата „Свети Георги“ в Чаир е дело на българския майстор строител Саре Яковов.
Според преброяването от 2002 година Чаир има 39 179 жители.
| Националност     | Всичко |
| северномакедонци | 15 861 |
| албанци          | 16 912 |
| турци            | 2328   |
| роми             | 709    |
| власи            | 90     |
| сърби            | 647    |
| бошняци          | 1885   |
| други            | 738    |

## Личности
Родени в Чаир
- Агатангел Повардарски (р. 1955), православен духовник
- Йован Стояновски (1939 – 2010), деец за българщината в Северна Македония след 1991 година